# Матчи СССР — США по боксу
Матчевые встречи сборных СССР и США по боксу (англ. U.S.—Soviet Boxing Series) проводились с 1969 по 1991 год попеременно в обеих странах. Вместе со встречами борцов вольного стиля, встречи по боксу были одними из наиболее ожидаемых событий в мире спортивных единоборств СССР и США. Продлившись более 20 лет, эти встречи стали самой длительной непрерывной серией спортивных соревнований между двумя странами.

## История

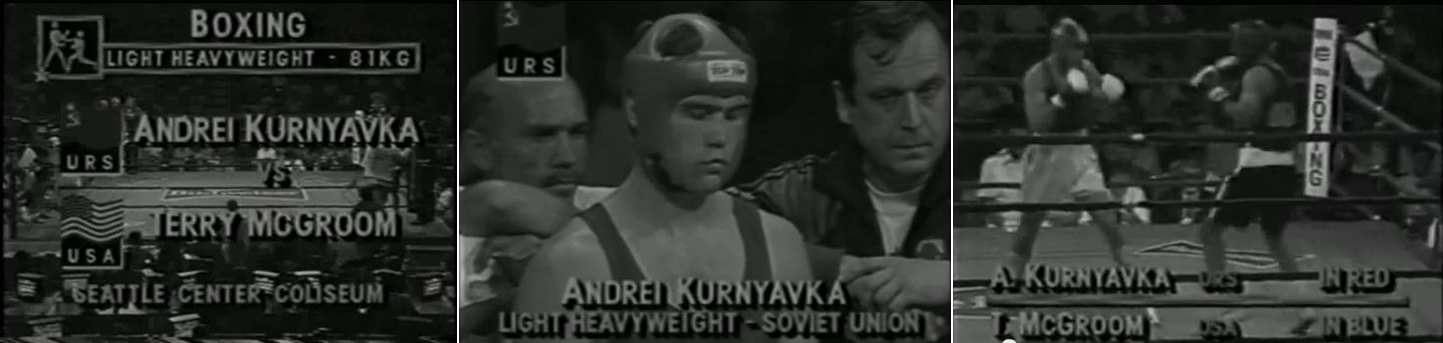
Кадры трансляции боя Андрея Курнявки против Терри МакГрума

Переговоры по вопросу об организации матчевых встреч по боксу между Союзом спортсменов-любителей США (AAU) и Госкомспортом СССР велись ещё в середине 1960-х гг., организацией с американской стороны занимался председатель Комитета любительского бокса США (AAU Boxing) полковник Дональд Халл. Первый матч прошёл 28 октября 1969 года в Лас-Вегасе (США). Помимо встреч на высшем уровне в Москве и Лас-Вегасе («официальных», all-star dual meet), где всегда участвовал только основной состав сборных, в ходе турне по городам принимающей страны каждой сборной проводились ещё и показательные командные встречи с локальными командами, где могли участвовать боксёры запасного состава (Exhibition) или местные спортсмены (Invitational). Матч 1980 года в ознаменование заслуг Давида Квачадзе был проведён в Тбилиси. Матчи носили товарищеский характер, однако Госкомспорт СССР приравнивал их к важнейшим международным соревнованиям и советским боксёрам платили по тем временам щедро и твёрдой валютой (что прямо нарушало олимпийский принцип о бескорыстном характере любительского спорта). Аналогичное внимание к указанным событиям уделялось и в США, где участие в матчевой встрече с советскими боксёрами было не менее важным, чем олимпийская путёвка или путёвка на Панамериканские игры. Матчевые встречи боксёров-любителей СССР и США проводились на крупнейших американских аренах, где выступали профессиональные боксёры высочайшего класса (Мэдисон-сквер-гарден, Сизарс-пэлас, Сахара-готель, Супердоум, Лас-Вегас-Хилтон и другие).
В США матчи транслировались в прайм-тайм по крупнейшим кабельным сетям, в передачах ABC Wide World of Sports и CBS Sports Spectacular, в СССР соответственно шли в записи по ЦТ. Поскольку американцы практически всегда проигрывали в командном зачёте, они и не рассчитывали на суммарную победу, важнейшим с точки зрения организаторов с американской стороны была убедительная победа американских тяжеловесов в двух наиболее престижных весовых категориях (до 200 фунтов и более). В этой связи наряду с общекомандными, с 1975 года стали проводиться матчевые встречи боксёров тяжёлых весовых категорий (Heavy Duals): 175—185 фунтов, 185—200 фунтов и свыше 200 фунтов, а затем комбинированные матчевые встречи боксёров средних и тяжёлых весовых категорий (Middle & Heavy Duals). В 1975-1990 годах прошли 12 встреч боксёров полутяжёлых и тяжёлых весовых категорий. В этих встречах девять раз верх в командном зачёте брали советские боксёры, дважды побеждали американцы, одна встреча стала ничейной. Последняя встреча в указанном формате прошла в декабре 1991 года на базе Кэмп-Лежен в Северной Каролине. Честь нанести последний удар, таким образом поставив точку в истории советско-американских матчевых встреч по боксу, выпала Николаю Кульпину.
О том, насколько важным событием для американского боксёра была матчевая встреча с советскими боксёрами, можно проиллюстрировать на следующем примере. Спортивный магнат Билл Дэниелс, добившийся освобождения из тюрьмы перспективного боксёра Рона Лайла, отбывавшего срок за убийство, в качестве условия предоставления тому властями штата досрочного освобождения устроил его на работу сварщиком на один из своих заводов. Рон так вспоминал завершение своей прежней жизни, любительской карьеры и переход в профессионалы:

Дэниелс сказал мне: «Ты дерёшься с этим русским в январе, и мы двигаем тебя в профессионалы». Это была дверь, которую предстояло открыть — «уделать» русского. Вот я и уволился с работы и тренировался шесть месяцев подряд, ведь я не собирался проигрывать из-за плохой формы.
Оригинальный текст (англ.)Daniels told me ‘You fight this Russian in January and we'll turn you pro.’ This was the door that had to be opened, whuppin' the Russian. So I quit my job and trained for six months. I wasn't going to get beat because I wasn't in shape.— Denver Boxer Lyle Readies for Professional Debut, Colorado Springs Gazette, February 28, 1971, 6-E.
Вскоре после победы над «русским» (им оказался Камо Сароян, чемпион Европы из Армянской ССР), Рон Лайл получил полное помилование и снятие судимости от губернатора штата Колорадо Джона Артура Лава вместе с профессиональным контрактом на сумму в несколько миллионов долларов.
Матчевые встречи боксёров и борцов двух стран проходили даже в период обострения международной напряжённости, связанной со вводом советских войск в Афганистан. Встречи продолжались несмотря на бойкот Олимпийских игр и то обстоятельство, что Госдепартамент США не рекомендовал американским спортсменам участвовать в соревнованиях в СССР. Доходило до курьёзных ситуаций. 22 января 1980 года, во время вылета Сборной США по боксу в Москву из Вашингтонского аэропорта им. Даллеса, ссылаясь на решение профсоюза работников авиационной отрасли работники службы погрузки терминала отказались поднимать багаж сборной на борт самолёта, а пропускная служба терминала прекратила пропуск пассажиров на отбывающий рейс. Тогда работники «Аэрофлота» сменили их на терминале и сами организовали пропуск пассажиров, погрузку багажа и организацию вылета. Сами спортсмены были настроены в основном аполитично, считая что спорт должен оставаться вне политики.
В условиях отсутствия поединков советских и американских боксёров на олимпийском ринге, — что было обусловлено особенностями олимпийской системы и доминированием кубинских боксёров над всеми остальными, — поединки советских и американских боксёров на олимпийском ринге были большой редкостью, всего пятнадцать случаев за всю историю олимпийского бокса: 1952 — Чарльз Эдкинс против В. И. Меднова, 1956 — Джеймс Бойд против Р. П. Мураускаса и Пит Радемахер против Л. Д. Мухина, 1960 — Б. Н. Никоноров против Никоса Спанакоса, Уилберт Макклюр против Б. Н. Лагутина и Кассиус Клей против Г. И. Шаткова, 1964 — А. И. Киселёв против Роберта Кристоферсона, Е. В. Фролов против Чарли Эллиса и Джо Фрейзер против В. М. Емельянова, 1968 — Джордж Форман против Й. Чепулиса, 1972 — В. И. Лемешев против Марвина Джонсона, 1976 — Шугар Рэй Леонард против В. П. Лимасова, 1988 — Рой Джонс-мл. против Е. Н. Зайцева, Эндрю Мейнард против Н. М. Шанавазова и Риддик Боу против А. В. Мирошниченко. Между выступлениями Шугара Рэя Леонарда в Монреале-1976 и Роя Джонса-младшего в Сеуле-1988 прошло 12 лет. Ровно столько же раз советские боксёры встречались с американцами на чемпионатах мира по боксу: 1974 — О. Г. Коротаев против Леона Спинкса, Говард Дэвис против Б. Г. Кузнецова, 1978 — А. М. Михайлов против Майкла Фельде, В. А. Рачков против Рузвельта Грина, 1982 — Бернард Грэй против С. Т. Нурказова, Айрен Баркли против Ю. А. Торбека, Тайрелл Биггс против В. А. Абаджяна, Ю. В. Александров против Майкла Коллинза, Марк Бриланд против С. К. Конакбаева, 1986 — Лорен Росс против Н. М. Шанавазова, Майкл Бентт против А. Г. Ягубкина, 1989 — А. П. Курнявка против Рэя Лэтона, Н. М. Шанавазов против Терри Макгрума, 1991 — А. П. Курнявка против Джона Руиса, К. Б. Цзю против Вернона Форреста. Некоторые советские чемпионы мира и олимпийские чемпионы по боксу за всю свою спортивную карьеру не встречались с американцами и наоборот. В этой ситуации матчевые встречи компенсировали данный пробел. Поскольку две Олимпиады фактически не состоялись как общемировые спортивные состязания из-за обоюдных бойкотов, — Москва-1980 из-за американского бойкота, Лос-Анджелес-1984 из-за советского бойкота, — матчевые встречи оставались единственной формой встреч советских и американских спортсменов олимпийского уровня. Кроме того, некоторые советские боксёры, которых по тем или иным причинам не допускали в Олимпийскую сборную СССР, были настоящими звёздами матчевых встреч. Имена Игоря Высоцкого, Евгения Горсткова и Александра Ягубкина в США были популярнее многих местных звёзд спорта. Ягубкину предлагали остаться в США и перейти в профессионалы: он отказался, потому что гордился тем, что он из Донецка.
После Матча СССР — США 1990 года в Москве, тренеров и боксёров американской сборной ночью вызвал к себе домой Президент СССР М. С. Горбачёв, наградивший тренера Лу Дува шапкой из собольего меха с золотой звездой, такой же как Звезда Героя Советского Союза. Другая такая же шапка со звездой от Горбачёва отправилась в США и досталась президенту канала HBO Sports Сету Абрахаму. Оказалось, Горбачёв был зрителем канала HBO, где смотрел поединки профессиональных боксёров.

## Перечень
— алым цветом выделены официальные матчи сборных команд СССР и США
Приводимые ниже даты встреч в США могут отличаться на одни сутки ввиду того, что практически все встречи там проходили в формате вечеров бокса, в это время в Москве были уже следующие сутки, а в самих США из-за разницы в часовых поясах, даты также могли быть разными на Восточном и Западном побережье.

### Общекомандные
| #  | Год  | Дата       | Место         | Арена                                                | Победитель | Счёт | Характер встречи             |
| -- | ---- | ---------- | ------------- | ---------------------------------------------------- | ---------- | ---- | ---------------------------- |
| 1  | 1969 | 25 октября | Лас-Вегас     | Caesars Palace                                       | СССР       | 6:5  | матч сборных команд          |
| 2  | 1969 | 29 октября | Монреаль      | Paul Sauvé Sports Centre                             | СССР       | 10:1 | матч Северная Америка — СССР |
| 3  | 1970 | 11 февраля | Москва        | Дворец спорта ЦС им. Ленина                          | СССР       | 9:2  | матч сборных команд          |
| 4  | 1970 | 14 февраля | Минск         | Дворец спорта                                        | СССР       | 8:3  | показательные выступления    |
| 5  | 1971 | 23 января  | Лас-Вегас     | Caesars Palace                                       | СССР       | 6:5  | матч сборных команд          |
| 6  | 1971 | 26 января  | Денвер        | Denver Auditorium Arena                              | СССР       | 4:1  | показательные выступления    |
| 7  | 1971 | 27 января  | Луисвилл      | Freedom Hall                                         | СССР       | 4:1  | показательные выступления    |
| 8  | 1972 | 8 февраля  | Москва        | Дворец спорта ЦС им. Ленина                          | СССР       | 8:2  | матч сборных команд          |
| 9  | 1972 | 11 февраля | Жданов        |                                                      | ничья      | 3:3  | показательные выступления    |
| 10 | 1972 | 15 февраля | Ереван        |                                                      | СССР       | 5:2  | показательные выступления    |
| 11 | 1973 | 27 января  | Лас-Вегас     | Caesars Palace                                       | СССР       | 6:5  | матч сборных команд          |
| 12 | 1973 | 30 января  | Денвер        | Denver Auditorium Arena                              | СССР       | 4:1  | показательные выступления    |
| 13 | 1973 | 31 января  | Омаха         | Omaha Civic Auditorium                               | СССР       | 3:2  | показательные выступления    |
| 14 | 1974 | 14 мая     | Москва        | Дворец спорта ЦС им. Ленина                          | СССР       | 7:4  | матч сборных команд          |
| 15 | 1974 | 17 мая     | Кисловодск    |                                                      | СССР       | 4:2  | показательные выступления    |
| 16 | 1974 | 21 мая     | Алма-Ата      | Дворец спорта им. 50-летия Октября                   | СССР       | 5:3  | показательные выступления    |
| 17 | 1975 | 19 января  | Лас-Вегас     | Caesars Palace                                       | СССР       | 6:5  | матч сборных команд          |
| 18 | 1975 | 22 января  | Лейк-Тахо     | Sahara-Tahoe Hotel                                   | СССР       | 6:1  | показательные выступления    |
| 19 | 1975 | 25 января  | Сент-Луис     | Kiel Auditorium                                      | США        | 5:4  | показательные выступления    |
| 20 | 1975 | 28 января  | Нью-Йорк      | Madison Square Garden                                | СССР       | 8:2  | показательные выступления    |
| 21 | 1976 | 23 января  | Москва        | Дворец спорта ЦС им. Ленина                          | СССР       | 9:2  | матч сборных команд          |
| 22 | 1976 | 27 января  | Ереван        |                                                      | СССР       | 4:3  | показательные выступления    |
| 23 | 1976 | 31 января  | Ташкент       | Дворца спорта «Юбилейный»                            | СССР       | 7:2  | показательные выступления    |
| 24 | 1976 | 2 февраля  | Самарканд     |                                                      | США        | 4:3  | показательные выступления    |
| 25 | 1977 | 29 января  | Лас-Вегас     | Hilton Pavilion                                      | СССР       | 7:4  | матч сборных команд          |
| 26 | 1977 | 3 февраля  | Шривпорт      | Hirsch Coliseum                                      | СССР       | 6:2  | показательные выступления    |
| 27 | 1977 | 5 февраля  | Милуоки       | Milwaukee Arena                                      | СССР       | 7:3  | показательные выступления    |
| 28 | 1978 | 27 января  | Москва        | Дворец спорта ЦС им. Ленина                          | СССР       | 7:4  | матч сборных команд          |
| 29 | 1978 | 31 января  | Донецк        | Дворец спорта «Дружба»                               | СССР       | 6:3  | показательные выступления    |
| 30 | 1979 | 27 января  | Лас-Вегас     | Hilton Hotel                                         | США        | 6:5  | матч сборных команд          |
| 31 | 1979 | 1 февраля  | Лафейетт      | Blackham Coliseum                                    | СССР       | 5:3  | показательные выступления    |
| 32 | 1979 | 3 февраля  | Трой          | RPI Field House                                      | СССР       | 7:3  | показательные выступления    |
| 33 | 1980 | 26 января  | Москва        | Дворец спорта ЦС им. Ленина                          | СССР       | 8:3  | матч сборных команд          |
| 34 | 1980 | 30 января  | Тбилиси       | Дворец спорта                                        | СССР       | 5:4  | показательные выступления    |
| 35 | 1980 | 2 февраля  | Вильнюс       | Дворец спорта                                        | СССР       | 6:1  | показательные выступления    |
| 36 | 1981 | 31 января  | Лас-Вегас     | Showboat Hotel                                       | СССР       | 10:2 | матч сборных команд          |
| 37 | 1981 | 1 февраля  | Шривпорт      | Hirsch Coliseum                                      | СССР       | 10:3 | показательные выступления    |
| 38 | 1982 | 30 января  | Москва        | Дворец спорта ЦС им. Ленина                          | СССР       | 8:4  | матч сборных команд          |
| 39 | 1982 | 3 февраля  | Ленинград     | Дворца спорта «Юбилейный»                            | США        | 6:4  | показательные выступления    |
| 40 | 1982 | 5 февраля  | Донецк        | Дворец спорта «Дружба»                               | СССР       | 5:4  | показательные выступления    |
| 41 | 1983 | 26 февраля | Лас-Вегас     | Caesars Palace                                       | США        | 7:5  | матч сборных команд          |
| 42 | 1983 | 1 марта    | Индианаполис  | Indiana Convention Center                            | СССР       | 6:4  | показательные выступления    |
| 43 | 1983 | 8 марта    | Сиракьюс      | Onondaga County War Memorial                         | СССР       | 8:4  | показательные выступления    |
| 44 | 1984 | 27 января  | Москва        | Дворец спорта ЦС им. Ленина                          | СССР       | 8:4  | матч сборных команд          |
| 45 | 1984 | 31 января  | Киев          | Дворец спорта                                        | США        | 6:4  | показательные выступления    |
| 46 | 1984 | 5 февраля  | Донецк        | Дворец спорта «Дружба»                               | ничья      | 3:3  | показательные выступления    |
| 47 | 1985 | 27 января  | Рино          | Reno-Sparks Convention Center                        | ничья      | 6:6  | матч сборных команд          |
| 48 | 1985 | 29 января  | Баффало       | Buffalo Memorial Auditorium                          | СССР       | 8:3  | показательные выступления    |
| 49 | 1986 | 24 января  | Москва        | Спорткомплекс Олимпийский                            | СССР       | 12:0 | матч сборных команд          |
| 50 | 1986 | 28 января  | Ленинград     | Дворца спорта «Юбилейный»                            | ничья      | 4:4  | показательные выступления    |
| 51 | 1986 | 3 февраля  | Ереван        | Спортивно-концертный комплекс имени Карена Демирчяна | СССР       | 6:3  | показательные выступления    |
| 52 | 1987 | 5 марта    | Орландо       | Sea World Theater                                    | США        | 7:5  | матч сборных команд          |
| 53 | 1988 | 4 марта    | Москва        |                                                      | СССР       | 8:4  | матч сборных команд          |
| 54 | 1989 | 10 июня    | Атлантик-Сити | Trump Castle Hotel and Casino                        | СССР       | 7:5  | матч сборных команд          |
| 55 | 1989 | 13 июня    | Орландо       | Sea World Theater                                    | ничья      | 5:5  | показательные выступления    |
| 56 | 1990 | 29 апреля  | Москва        | Дворец спорта ЦС им. Ленина                          | СССР       | 9:3  | матч сборных команд          |
| 57 | 1990 | 2 мая      | Алма-Ата      | Дворец спорта им. 50-летия Октября                   | СССР       | 6:4  | показательные выступления    |

### Среди отдельных весовых категорий
| #  | Год  | Дата       | Место         | Арена                              | Победитель | Счёт |
| -- | ---- | ---------- | ------------- | ---------------------------------- | ---------- | ---- |
| 1  | 1975 | 14 ноября  | Нью-Йорк      | Madison Square Garden              | США        | 6:4  |
| 2  | 1975 | 18 ноября  | Цинциннати    | Riverfront Coliseum                | СССР       | 7:2  |
| 3  | 1975 | 22 ноября  | Лас-Вегас     | Sahara Hotel                       | СССР       | 6:4  |
| 4  | 1976 | 28 ноября  | Лас-Вегас     | Sahara Hotel                       | СССР       | 6:4  |
| 5  | 1976 | 3 декабря  | Нью-Йорк      | Madison Square Garden              | США        | 7:3  |
| 6  | 1977 | 10 декабря | Лас-Вегас     | Hilton Pavilion                    | СССР       | 6:4  |
| 7  | 1977 | 12 декабря | Новый Орлеан  | Superdome                          | СССР       | 5:2  |
| 8  | 1978 | 31 марта   | Алма-Ата      | Дворец спорта им. 50-летия Октября | СССР       | 8:2  |
| 9  | 1985 | 21 октября | Атлантик-Сити | Sands Hotel and Casino             | США        | 5:3  |
| 10 | 1985 | 24 октября | Трой          | Houston Field House                | СССР       | 4:2  |
| 11 | 1987 | 6 июня     | Ричмонд       | Richmond Coliseum                  | СССР       | 5:3  |
| 12 | 1987 | 12 июня    | Тампа         | Adventure Island                   | СССР       | 5:3  |

| # | Год  | Дата       | Место      | Арена                         | Победитель | Счёт |
| - | ---- | ---------- | ---------- | ----------------------------- | ---------- | ---- |
| 1 | 1986 | 26 июля    | Сакраменто | ARCO Arena                    | СССР       | 6:2  |
| 2 | 1986 | 2 августа  | Хьюстон    | Astro Arena                   | СССР       | 7:1  |
| 3 | 1988 | 21 мая     | Лейк-Тахо  | Caesars Tahoe                 | США        | 5:4  |
| 4 | 1989 | 3 ноября   | Спокан     | Spokane Coliseum              | СССР       | 10:1 |
| 5 | 1989 | 6 ноября   | Атланта    | Georgia World Congress Center | СССР       | 6:4  |
| 6 | 1990 | 10 ноября  | Цинциннати | Riverfront Coliseum           | США        | 6:5  |
| 7 | 1990 | 16 ноября  | Денвер     | McNichols Sports Arena        | СССР       | 7:3  |
| 8 | 1991 | 11 декабря | Кэмп-Лежен | Geottege Memorial Field House | СССР       | 5:3  |

## Встречи профессионалов
С 20 августа 1989 года начались командные встречи советских профессиональных боксёров с американскими боксёрами в рамках международных вечеров бокса. Первая такая встреча состоялась в Москве, в Крылатском. С 27 марта 1990 года встречи стали проходить в США (руководство IBF пыталось организовать в СССР чемпионские поединки с участием американских и советских боксёров в октябре 1989 года, но тогда эти попытки не увенчались успехом, ещё ранее аналогичные попытки в разной форме предпринимались американскими промоутерами и «Совинтерспортом» с другой стороны). В отличие от встреч боксёров-любителей, с учётом особенностей рейтинговой сетки регулирующих организаций профессионального бокса (что в корне отличало её от олимпийской системы), встречи советских профессионалов, которые уже имели солидный багаж любительского опыта (чемпионаты СССР и Европы, кубки СССР), проходили с малоизвестными на международной арене американскими боксёрами, делающими профессиональный дебют, и в редких случаях — с джорнименами. К тому времени как советские профессиональные боксёры достигли позиций в рейтингах, позволяющих им посоревноваться за чемпионские пояса крупнейших боксёрских организаций, СССР уже прекратил своё существование.
| #  | Год  | Дата       | Место         | Арена                          | Победитель | Счёт |
| -- | ---- | ---------- | ------------- | ------------------------------ | ---------- | ---- |
| 1  | 1989 | 20 августа | Москва        | Дворец спорта «Динамо»         | СССР       | 3:0  |
| 2  | 1990 | 27 марта   | Рино          | Bally's Hotel & Casino         | СССР       | 5:0  |
| 3  | 1990 | 17 апреля  | Лейк-Тахо     | Caesars Tahoe                  | СССР       | 3:0  |
| 4  | 1990 | 26 апреля  | Финикс        | Celebrity Theater              | СССР       | 3:0  |
| 5  | 1990 | 10 мая     | Майами        | Hilton Miami Blue Lagoon Hotel | СССР       | 4:0  |
| 6  | 1990 | 15 мая     | Сан-Диего     | San Diego Sports Arena         | СССР       | 3:1  |
| 7  | 1990 | 23 мая     | Оберн-Хилс    | The Palace                     | СССР       | 2:0  |
| 8  | 1990 | 19 июня    | Майами        | Mahi Temple Shrine Auditorium  | СССР       | 3:0  |
| 9  | 1990 | 17 июля    | Бьютт         | Butte Civic Center             | СССР       | 3:1  |
| 10 | 1990 | 7 августа  | Билокси       | Mississippi Coast Coliseum     | СССР       | 2:1  |
| 11 | 1990 | 2 октября  | Филадельфия   | Blue Horizon                   | СССР       | 2:1  |
| 12 | 1990 | 18 октября | Вашингтон     | Grand Hyatt Washington         | СССР       | 3:0  |
| 13 | 1990 | 29 октября | Токио         | Korakuen Hall                  | СССР       | 3:0  |
| 14 | 1990 | 14 ноября  | Мэдисон       | The Forum                      | ничья      | 1:1  |
| 15 | 1991 | 21 февраля | Остин         | Stouffer Hotel                 | СССР       | 3:0  |
| 16 | 1991 | 7 марта    | Даллас        | Fairmont Hotel                 | СССР       | 3:0  |
| 17 | 1991 | 2 мая      | Атлантик-Сити | Trump Taj Mahal                | СССР       | 2:0  |
| 18 | 1991 | 20 июня    | Парсиппини    | Aspen Hotel                    | ничья      | 1:1  |